# Ganbare Goemon 2: Kiteretsu shōgun Magginesu
Ganbare Goemon 2: Kiteretsu shōgun Magginesu (がんばれゴエモン2 • 奇天烈将軍マッギネス) est un jeu vidéo d'action-aventure développé et édité par Konami fin 1993 sur Super Famicom, le titre n'ayant pas dépassé les frontières du Japon. Il fait partie de la série Ganbare Goemon.

## Synopsis
Après avoir sauvé la princesse Yuki et Edo, Goemon et Ebisumaru décident de prendre des vacances dans une station de Ryūkyū, quand soudain, Sasuke apparaît et leur dit que le Japon est menacé par le général Magginesu, qui, avec son armée d'hommes-lapins, tente d'occidentaliser le Japon. Goemon, Ebisumaru & Sasuke se mettent en route alors pour le château-lapin afin d'arrêter Magginesu. Alors que le trio part combattre Magginesu et ses hommes-lapins à travers le Japon, Magginesu manigance un plan afin de kidnapper plusieurs personnages.

## Système de jeu
Ganbare Goemon 2 dispose d'une carte similaire à celle de Super Mario World, où les niveaux sont disposés suivant un ordre de mondes différents, chacun d'eux contenant des missions, des villes, des châteaux et des robots géants. Contrairement aux jeux précédents, les niveaux peuvent maintenant être rejoués. Comme dans Super Mario World, il y a plusieurs zones qui doivent être déverrouillées pour accéder à d'autres routes.
Les personnages peuvent se déplacer (marcher ou courir), ramper, sauter et attaquer. Il y a deux façons d'attaquer: soit avec une arme à courte portée, soit avec des projectiles. Cependant, en utilisant des projectiles on consomme des pièces.
Les personnages jouables (Goemon, Ebisumaru et Sasuke) ont des différences; Goemon est le personnage aux capacités standard qui utilise sa pipe comme arme principale, et comme projectiles il lance des pièces de monnaie. Ebisumaru est lent et pas très agile, mais il est le plus fort du groupe, et utilise des éventails pour l'attaque, ainsi que des shurikens comme projectiles. Sasuke est rapide et agile, mais il n'est pas très fort, et utilise ses kunaï pour trancher les ennemis, et des bombes-pétards en projectile.
Des villes sont également présentes sur la carte (séparées des autres stages), dans lesquelles les personnages peuvent acheter de la nourriture, des armures, des objets, et de rester dans une auberge ou d'enregistrer leurs progression.
À la fin d'un monde, il y a toujours un château où se cache un boss. Dans certaines régions, la dernière étape consiste à lutter contre un robot géant, qui doit être vaincu par la maîtrise du robot géant "Impact", parodiant ainsi les séries animés de mecha comme Goldorak. Le jeu passe alors en vue à la première personne, et on contrôle Impact, avec lequel on peut donner des coups de poing, envoyer comme projectile des pièces géantes (similaires à ceux de Goemon) et des bombes, on peut également se mettre en garde.
Comme dans le jeu précédent, il y a aussi des boutiques avec beaucoup de mini-jeux à jouer à, y compris la suite du jeu d'arcade Xexex.
Plusieurs autres personnages de Konami font de brèves apparitions dans le jeu, y compris Simon Belmont (Castlevania), Sparkster (Rocket Knight Adventures), Noé, Ken, et Miki (Dieu médecine), Gillian semences (Snatcher), Pastel (TwinBee) et Dracula comme boss caché.
Les mécanismes du jeu ont été repris dans le quatrième jeu Ganbare Goemon sur SNES, Ganbare Goemon Kirakira Douchuu: Boku ga Dancer ni Natta Wake, et fut intentionnellement repris dans le jeu PlayStation Ganbare Goemon: Oedo Daikaiten, qui partage le même thème principal. Le jeu Game Boy Color Ganbare Goemon: Hoshizorashi Dynamites Arawaru !! a également repris la même mécanique.

## Rééditions
- 2005 - Game Boy Advance dans la compilation Kessakusen! Ganbare Goemon 1 & 2.
- 2008 - Wii CV